# サウル・アルバレス 対 アブニ・イルディリム戦
サウル・アルバレス 対 アブニ・イルディリム戦（サウル・アルバレス たい アブニ・イルディリムせん、別名Witness Canelo, Witness Greatness）は、2021年2月27日、アメリカ合衆国フロリダ州マイアミガーデンズのハードロック・スタジアム開催されたプロボクシングの試合。WBA・WBC世界スーパーミドル級統一王者のアルバレスと、WBC世界スーパーミドル級1位のイルディリムが行うタイトルマッチ。興行はマッチルーム・スポーツ・USAとカネロ・プロモーションズの合同興行として行われた。

## 試合までの経緯

### 両者のスーパーミドル級での戦い
2017年10月7日、World Boxing Super Series (WBSS) 第1シーズンスーパーミドル級トーナメントにイルディリムが出場。一回戦でIBO世界スーパーミドル級王者クリス・ユーバンク・ジュニアと対戦するが、3回1分58秒KO負けを喫し敗退した。
2018年12月15日、ニューヨークのマディソン・スクエア・ガーデンで、当時ミドル級王者だったアルバレスが階級を上げてWBA世界スーパーミドル級正規王者ロッキー・フィールディングと対戦し、3回2分38秒TKO勝ちを収め、王座を獲得し3階級制覇に成功した。
2019年2月23日、ミネソタ州ミネアポリスのミネアポリス・アーモリーで、イルディリムがアンソニー・ディレルと空位のWBC世界スーパーミドル級王座決定戦を行い、アクシデントヘッドバッドで左まぶたを大きくカットしたディレルが試合続行不能となり、10回1₋2（98-92、94-96×2）負傷判定負けを喫し王座獲得に失敗した。
2020年8月18日、WBCはデビッド・ベナビデスの王座剥奪により空位となっていたスーパーミドル級王座決定戦に、ミドル級フランチャイズ王者のアルバレスとスーパーミドル級1位のイルディリムに対戦をオーダーする方針を固め、公式ホームページ上で発表した。
2020年9月10日、WBCはアルバレスとイルディリムにによるスーパーミドル級王座決定戦の入札を2020年9月21日に開催するとアナウンスした。しかし21日に、WBCは入札が2020年10月6日に延期になったと伝えた。
2020年12月12日、12月19日にアルバレスとWBA世界スーパーミドル級スーパー王者カラム・スミスとの対戦が、WBC世界スーパーミドル級王座決定戦として承認され、勝者が指名挑戦者であるイルディリムと対戦することがマッチルーム・スポーツ・USAとカネロ・プロモーションズが発表した。
2020年12月19日、テキサス州サンアントニオのアラモドームで、アルバレスがWBA世界スーパーミドル級スーパー王者カラム・スミスとWBA王座団体内統一戦並びにWBC世界スーパーミドル級王座決定戦で対戦し、12回3-0(117-111、119-109×2)の判定勝ちを収め、WBAは王座統一による初防衛、空位だったWBC王座の獲得、スミスが保持していたリングマガジン認定王座の獲得にも成功した。
2020年12月24日、ボクシングシーンがWBCのマウリシオ・スライマン会長の話を掲載し、「デビッド・ベナビデスが昨年8月に計量に失格したあと、カネロ・アルバレスがすぐWBCにコンタクトしてきた。WBC･S･ミドル級王座を獲得したいと。彼はWBC指名挑戦者のイルディリムと防衛戦をしたがっている。すぐに連絡を取りたい。彼はメキシコで試合をしたがっている」と説明し、2021年2月にアルバレスとイルディリムが対戦するプランが浮上していることが明らかになった。28日にはアルバレスのトレーナー兼マネジャーのエディ・レイノソがボクシング・シーンにこのプランが有力であることを明かした。

### 対戦決定後の概要から試合まで
2021年1月21日、マッチルーム・ボクシングは、2021年2月27日にアルバレスとイルディリムがフロリダ州マイアミガーデンズのハードロック・スタジアムで対戦することを発表した。
2021年1月25日、アンダーカードでWBC世界フライ級王者フリオ・セサール・マルティネスとマックウィリアムズ・アローヨがタイトルマッチを行うことを、試合を中継するDAZNが明らかにした。
2021年2月22日、試合会場となるハードロック・スタジアムでアルバレスとイルディリムがプロモーションを行った。
2021年2月25日、最終記者会見が行われた。アルバレスは「私は目の前にいる挑戦者をリスペクトしている。彼が強いファイターでたくさんの武器を持っていることを知っている。土曜の夜、私は自分のやるべきことに集中する」とコメントし、対するイルディリムは「この試合は私にとって、私の国にとってビッグチャンスだ。私がチャンピオンになれば、トルコでボクシングが大きな存在になるだろう」と言葉に力を込めた。
2021年2月26日、前日計量が行われ、両者とも167.2ポンド計測し一発で計量をパスした。アンダーカードで出場予定であったWBC世界フライ級王者のマルティネスが負傷を理由に出場を辞退し、アローヨは暫定タイトルマッチとして別の対戦者と試合を行うこととなった。
2021年2月27日、ハードロック・スタジアムで行われたWBA・WBC世界スーパーミドル級タイトルマッチに於いて、アルバレスが3回終了TKO勝ちを収めWBA王座は2度目、WBC王座の初防衛に成功した。試合後にアルバレスは2021年5月8日に、WBO世界スーパーミドル級王者ビリー・ジョー・ソーンダースとの3団体王座統一戦を行うことを発表した。
以降の動向は「サウル・アルバレス 対 ビリー・ジョー・ソーンダース戦」を参照

## 対戦カード
^Note 1 WBA・WBC・リングマガジン世界スーパーミドル級タイトルマッチ
^Note 2 WBC世界フライ級暫定王座決定戦

## 採点表
| 王座：WBA・WBC・リングマガジン世界スーパーミドル級タイトルマッチ | 王座：WBA・WBC・リングマガジン世界スーパーミドル級タイトルマッチ | 王座：WBA・WBC・リングマガジン世界スーパーミドル級タイトルマッチ | 王座：WBA・WBC・リングマガジン世界スーパーミドル級タイトルマッチ | 王座：WBA・WBC・リングマガジン世界スーパーミドル級タイトルマッチ |                                                              | 主審：テリス・アシメニオス                                   | 主審：テリス・アシメニオス                                   | 主審：テリス・アシメニオス                                   | 主審：テリス・アシメニオス                                   | 主審：テリス・アシメニオス                                 |                                                            | 立会人：ヒルベルト・メンドーサ・ジュニア（WBA:ベネズエラ,WBA会長） マウリシオ・スレイマン（WBC:メキシコ,WBC会長） | 立会人：ヒルベルト・メンドーサ・ジュニア（WBA:ベネズエラ,WBA会長） マウリシオ・スレイマン（WBC:メキシコ,WBC会長） | 立会人：ヒルベルト・メンドーサ・ジュニア（WBA:ベネズエラ,WBA会長） マウリシオ・スレイマン（WBC:メキシコ,WBC会長） | 立会人：ヒルベルト・メンドーサ・ジュニア（WBA:ベネズエラ,WBA会長） マウリシオ・スレイマン（WBC:メキシコ,WBC会長） | 立会人：ヒルベルト・メンドーサ・ジュニア（WBA:ベネズエラ,WBA会長） マウリシオ・スレイマン（WBC:メキシコ,WBC会長） |
| 開催日：2021年2月27日                                            | 開催日：2021年2月27日                                            | 開催日：2021年2月27日                                            | 開催日：2021年2月27日                                            | 開催日：2021年2月27日                                            | 会場：フロリダ州マイアミガーデンズ・ハードロック・スタジアム | 会場：フロリダ州マイアミガーデンズ・ハードロック・スタジアム | 会場：フロリダ州マイアミガーデンズ・ハードロック・スタジアム | 会場：フロリダ州マイアミガーデンズ・ハードロック・スタジアム | 会場：フロリダ州マイアミガーデンズ・ハードロック・スタジアム | 主催：マッチルーム・スポーツ・USA カネロ・プロモーションズ | 主催：マッチルーム・スポーツ・USA カネロ・プロモーションズ | 主催：マッチルーム・スポーツ・USA カネロ・プロモーションズ                                                        | 主催：マッチルーム・スポーツ・USA カネロ・プロモーションズ                                                        | 主催：マッチルーム・スポーツ・USA カネロ・プロモーションズ                                                        | | |
| サウル・アルバレス                                               | サウル・アルバレス                                               | 対                                                               | アブニ・イルディリム                                             | アブニ・イルディリム                                             | サウル・アルバレス                                           | サウル・アルバレス                                           | 対                                                           | アブニ・イルディリム                                         | アブニ・イルディリム                                         | サウル・アルバレス                                         | サウル・アルバレス                                         | 対 | アブニ・イルディリム                                                                                              | アブニ・イルディリム                                                                                              | | |
| RS                                                               | TS                                                               | 回                                                               | TS                                                               | RS                                                               | RS                                                           | TS                                                           | 回                                                           | TS                                                           | RS                                                           | RS                                                         | TS                                                         | 回 | TS | RS | | |
| 10                                                               |                                                                  | 1                                                                |                                                                  | 9                                                                |                                                              | 10                                                           |                                                              | 1                                                            |                                                              | 9                                                          |                                                            | 10 | | 1 | | 9 |
| 10                                                               | 20                                                               | 2                                                                | 18                                                               | 9                                                                | 10                                                           | 20                                                           | 2                                                            | 18                                                           | 9                                                            | 10                                                         | 20                                                         | 2 | 18 | 9 | | |
| 10                                                               | 30                                                               | 3                                                                | 26                                                               | 8                                                                | 10                                                           | 30                                                           | 3                                                            | 26                                                           | 8                                                            | 10                                                         | 30                                                         | 3 | 26 | 8 | | |
| 計                                                               |                                                                  | –                                                                |                                                                  | 計                                                               |                                                              | 計                                                           |                                                              | –                                                            |                                                              | 計                                                         |                                                            | 計 | | – | | 計 |
| 副審：デイブ・モレッティ                                         | 副審：デイブ・モレッティ                                         | 副審：デイブ・モレッティ                                         | 副審：デイブ・モレッティ                                         | 副審：デイブ・モレッティ                                         | 副審：マイク・ロス                                           | 副審：マイク・ロス                                           | 副審：マイク・ロス                                           | 副審：マイク・ロス                                           | 副審：マイク・ロス                                           | 副審：マイケル・テイト                                     | 副審：マイケル・テイト                                     | 副審：マイケル・テイト                                                                                            | 副審：マイケル・テイト                                                                                            | 副審：マイケル・テイト                                                                                            | | |
| 処分：無し                                                       | 処分：無し                                                       | 処分：無し                                                       | 処分：無し                                                       | 処分：無し                                                       | 減点：無し                                                   | 減点：無し                                                   | 減点：無し                                                   | 減点：無し                                                   | 減点：無し                                                   | 結果：アルバレスの3回終了TKO勝利                           | 結果：アルバレスの3回終了TKO勝利                           | 結果：アルバレスの3回終了TKO勝利                                                                                  | 結果：アルバレスの3回終了TKO勝利                                                                                  | 結果：アルバレスの3回終了TKO勝利                                                                                  | | |